# Zeiraphera canadensis
The Spruce Bud Moth (Zeiraphera canadensis) là một loài bướm đêm thuộc họ Tortricidae. Nó được tìm thấy ở Canada.
Ấu trùng ăn Picea glauca.